# 方力 (1973年)
方力（1973年6月18日—），是一名已退役的中国足球运动员。

## 职业生涯
方力为中国足球职业联赛中少有的大学生球员，毕业于上海纺织大学。1998年加入湖北多人多俱乐部征战乙级联赛。1999年底球队整体被湖北武汉职业足球俱乐部收购。此后，他渐成武汉队的主力右前卫，并在2004赛季冲超成功的赛季，方力在客场对阵长春亚泰的比赛中攻入个人职业生涯的第一球，并打破了武汉队客场不胜对手的魔咒。
2005年由于伤病原因方力提前结束职业生涯宣布挂靴。

## 荣誉

### 俱乐部
武汉天龙黄鹤楼
- 中国足球甲级联赛冠军 (1)：2004
- 中国超级联赛杯冠军 (1)：2005